# Ninh Quới A
Ninh Quới A là một xã thuộc huyện Hồng Dân, tỉnh Bạc Liêu, Việt Nam.

## Địa lý
Xã Ninh Quới A nằm ở phía đông nam huyện Hồng Dân, cách trung tâm huyện khoảng 12 km, có vị trí địa lý:
- Phía đông giáp tỉnh Sóc Trăng
- Phía tây giáp xã Ninh Hòa và huyện Phước Long
- Phía nam giáp huyện Phước Long
- Phía bắc giáp xã Ninh Hòa và xã Ninh Quới.

Xã Ninh Quới A có diện tích 40,70 km², dân số năm 2022 là 18.340 người, mật độ dân số đạt 450 người/km².

## Hành chính
Xã Ninh Quới A được chia thành 10 ấp: Ninh Chài, Ninh Chùa, Ninh Hiệp, Ninh Hòa, Ninh Lợi, Ninh Tiến, Ninh Phước, Ninh Thành, Ninh Thạnh, Ninh Thuận.

## Lịch sử
Ngày 25 tháng 7 năm 1979, Hội đồng Bộ trưởng ban hành Quyết định số 275-CP về việc chia xã Ninh Quới thành 3 xã: Ninh Quới, Ninh Quới A và Ninh Quới B.
Ngày 9 tháng 11 năm 1990, Ban Tổ chức Chính phủ ban hành Quyết định số 483/QĐ-TCCP về việc sáp nhập xã Ninh Quới A và xã Ninh Quới B vào xã Ninh Quới.
Ngày 6 tháng 11 năm 1996, Quốc hội ban hành Nghị quyết về việc chia tỉnh Minh Hải thành tỉnh Bạc Liêu và tỉnh Cà Mau. Khi đó, xã Ninh Quới thuộc huyện Hồng Dân, tỉnh Bạc Liêu.
Ngày 25 tháng 8 năm 1999, Chính phủ ban hành Nghị định số 82/1999/NĐ-CP về việc thành lập xã Ninh Quới A trên cơ sở 3.691 ha diện tích tự nhiên và 14.047 nhân khẩu của xã Ninh Quới.
Ngày 25 tháng 9 năm 2000, Chính phủ ban hành Nghị định số 51/2000/NĐ-CP về việc thành lập huyện Phước Long trên cơ sở một phần diện tích và dân số của huyện Hồng Dân. Xã Ninh Quới A trực thuộc huyện Hồng Dân.
Ngày 16 tháng 1 năm 2023, UBND tỉnh Bạc Liêu ban hành Quyết định số 82/QĐ-UBND về việc công nhận xã Ninh Quới A đạt tiêu chuẩn đô thị loại V.